# Карачіївці
Карачії́вці —  село в Україні, у Віньковецькій селищній громаді Хмельницького району Хмельницької області. Населення становить 644 особи. До 2020 орган місцевого самоврядування — Карачієвецька сільська рада.

## Історія
Вперше згадане у 1431 р. під назвою Гричківці [АрхЮЗР, ч. 8, т. 1, с. 7 – 9; Грушевський М. С. Барське староство. – К.: 1894 г., с. 56, 179]; у 16 ст. – під назвою Гричівці, Речівці, Шегутинці. [Приходы и церкви Подольской епархии. – Труды Подольского епархиального историко-статистического комитета, 1901 г., т. 9].
Сучасну назву отримало в XVII столітті.
Церква св.Михаїла збудована у 18 ст. – згоріла десь 1810 р. Нова церква збудована у 1824 р. – кам’яна одноверха хрещата. У 1886 р. прибудована кам’яна дзвіниця [Приходы и церкви Подольской епархии. – Труды Подольского епархиального историко-статистического комитета, 1901 г., т. 9, с. 915 – 916].
7 (20) листопада 1917 року, відповідно до Третього Універсалу Української Центральної Ради, увійшло до складу Української Народної Республіки.
12 червня 2020 року, відповідно до розпорядження Кабінету Міністрів України № 727-р «Про визначення адміністративних центрів та затвердження територій територіальних громад Хмельницької області», увійшло до складу Віньковецької селищної громади.
19 липня 2020 року, після ліквідації Віньковецького району, село увійшло до Хмельницького району.

## Галерея

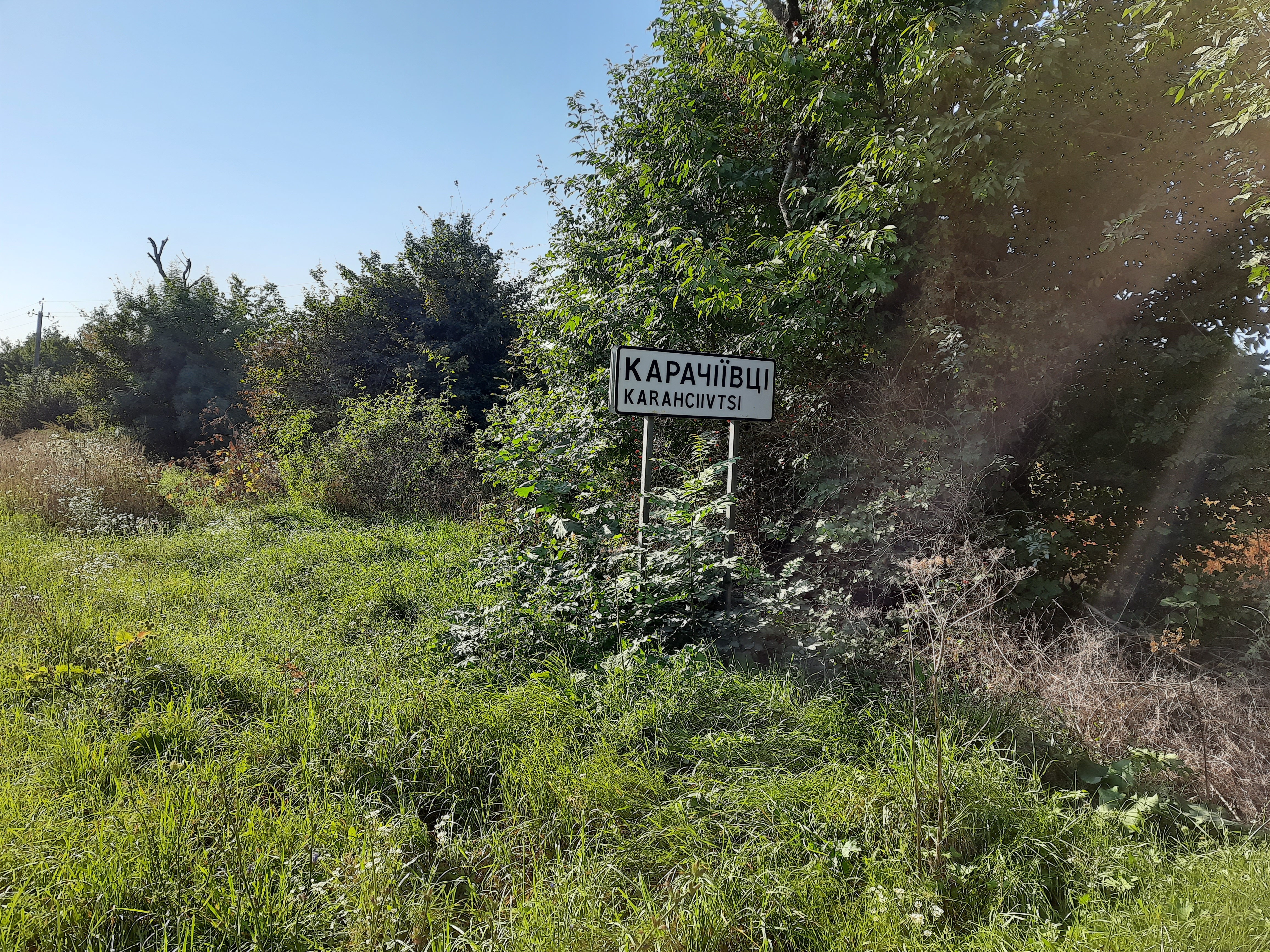
Дорожній знак при в'їзді в село
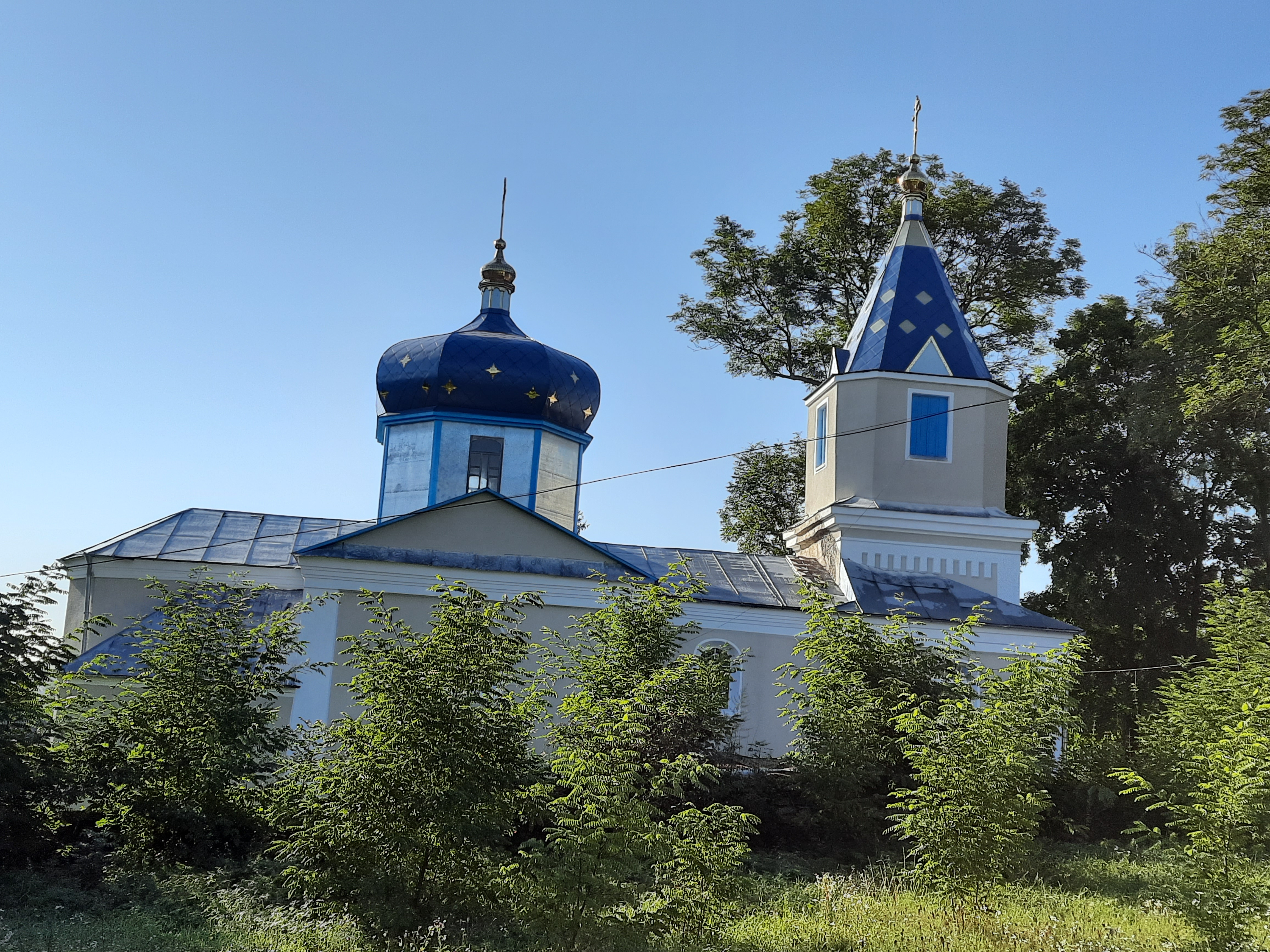
Михайлівська церква
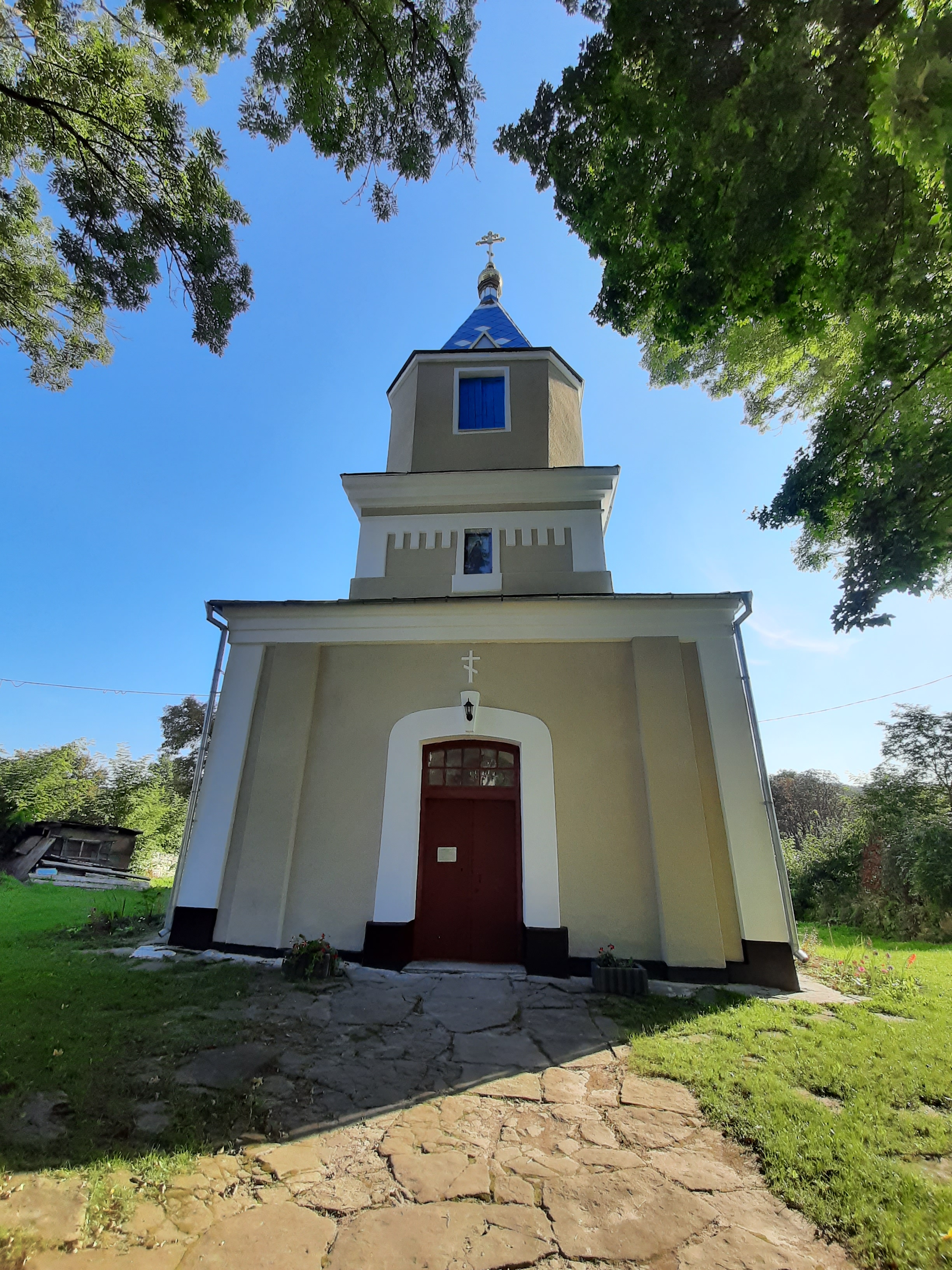
Михайлівська церква
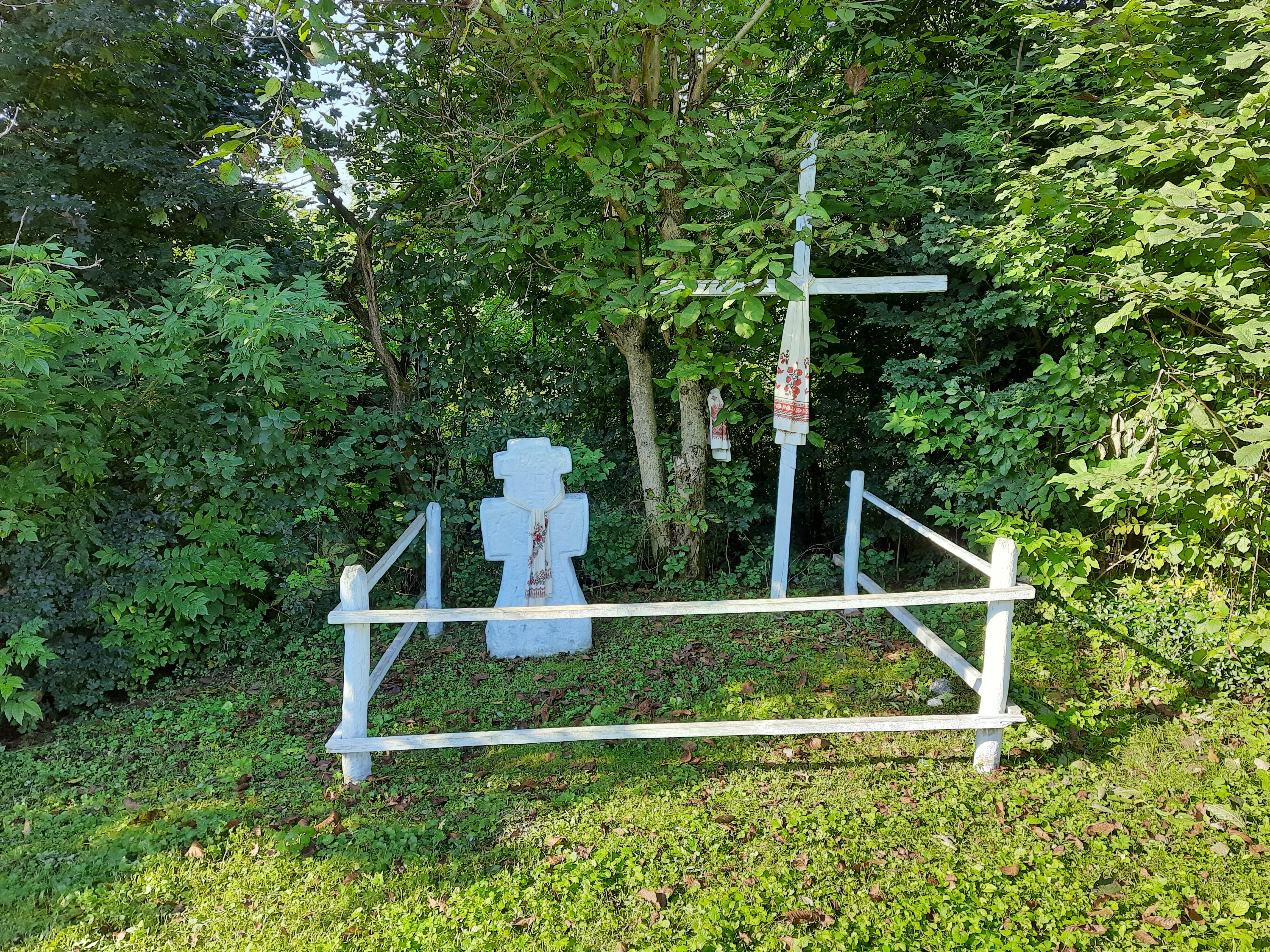
Пам'ятний хрест
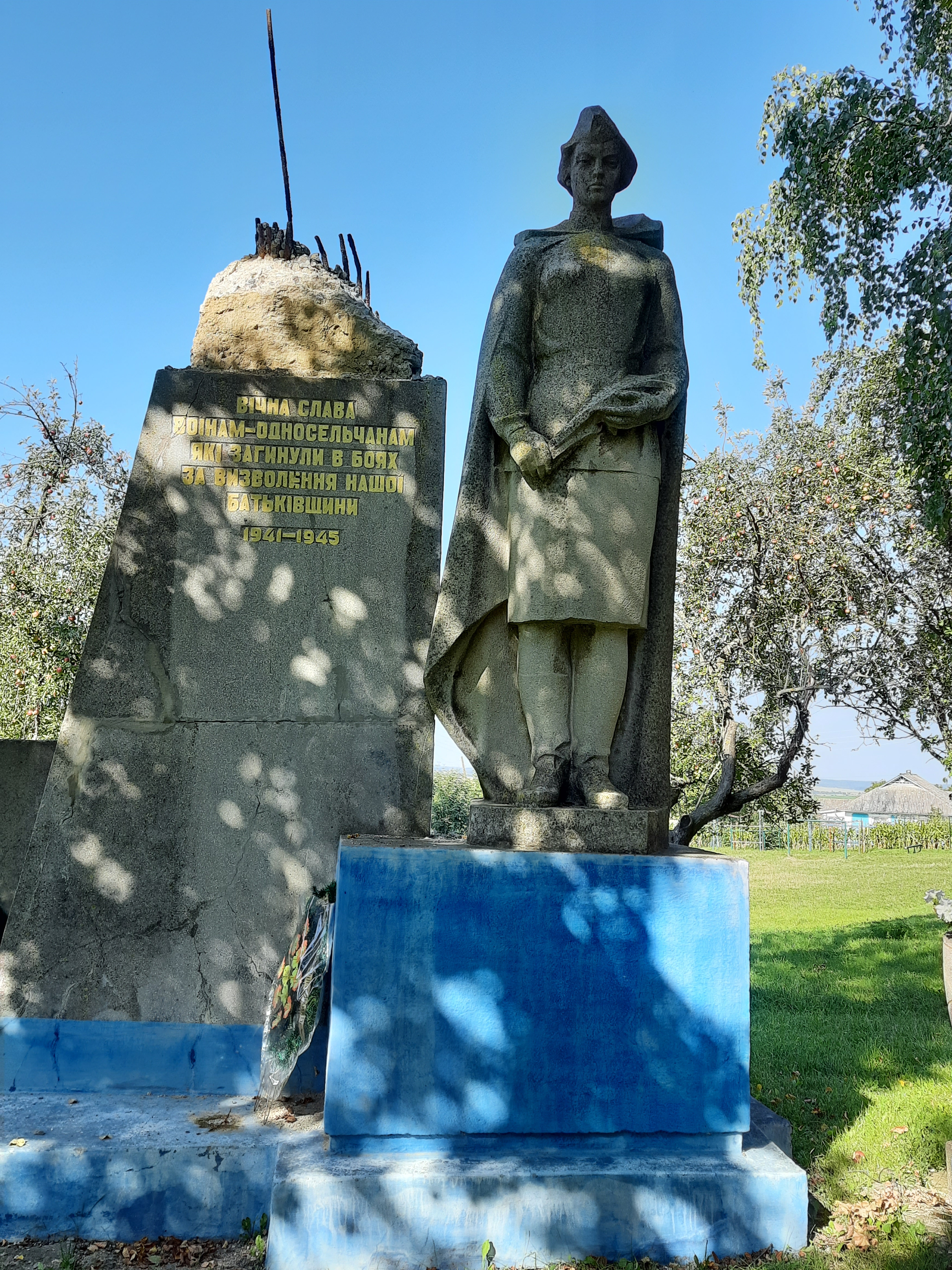
Пам'ятний знак на честь воїнів-односельців
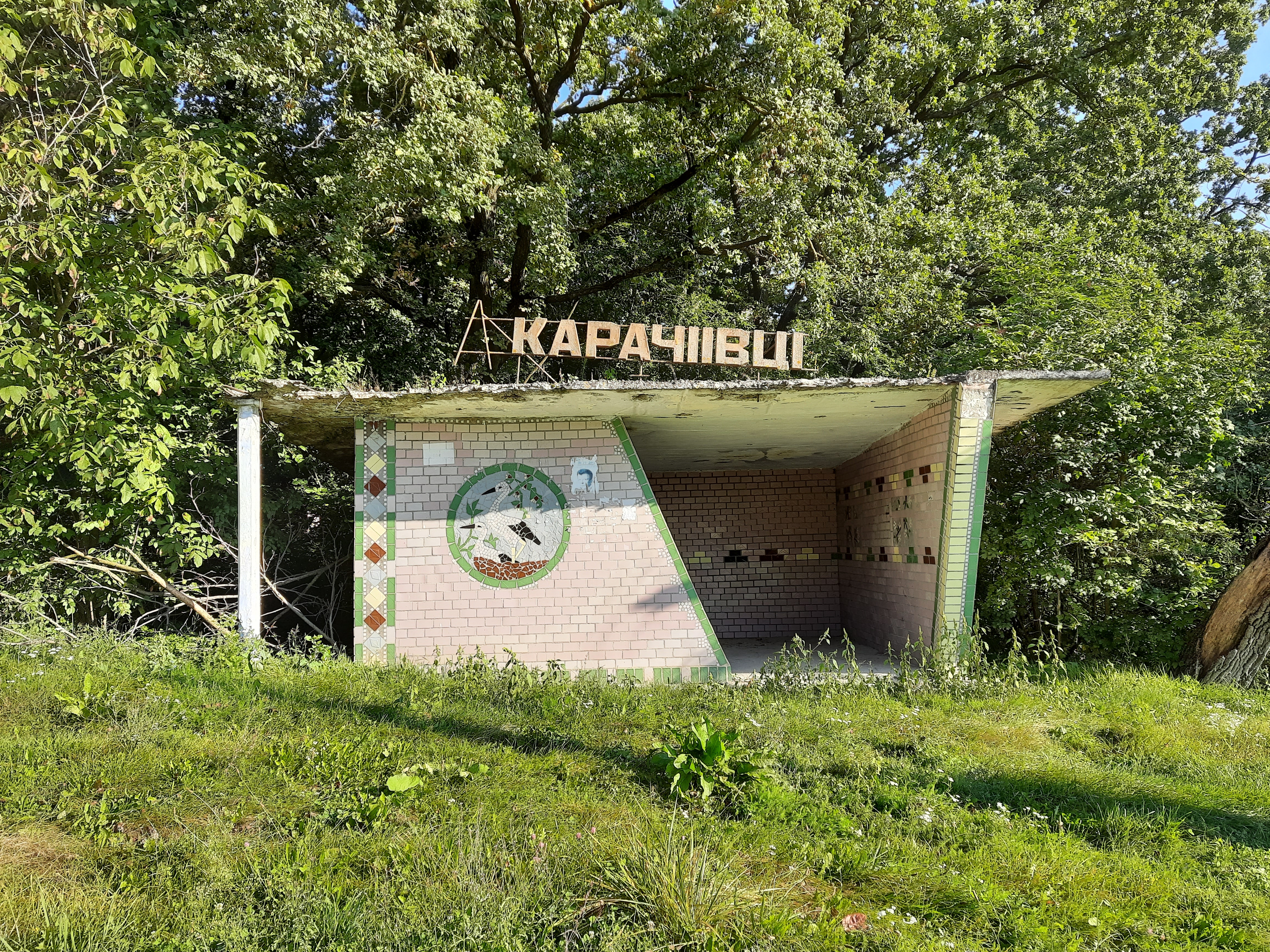
Автобусна зупинка